# Fumio Niwa
Fumio Niwa (丹羽文雄), né le 22 novembre 1904 à Yokkaichi et mort le 20 avril 2005 à Musashino d'une pneumonie, est un écrivain japonais. 
Romancier prolifique, il étudie la littérature japonaise à l'université Waseda. Il est correspondant de guerre durant la seconde guerre mondiale. En 1965, il devient membre de L'Académie japonaise des arts et en 1966, est élu président de l'Association des écrivains japonais et reçoit l'Ordre de la Culture.

## Liste des œuvres traduites en français
- 1948 : Odieuse vieillesse (厭がらせの年齢?), dans Les Portes de l'Enfer, nouvelle traduite par Ivan Morris en collaboration avec Arlette Rosenblum et Maurice Beerblock, Éditions Stock, 1957 ; reprise dans L'Iris fou, suivi de Odieuse vieillesse, Le Maître, Le Tableau d'une montagne, L'Artiste, Le Crime de Han, Éditions Stock (collection "La Bibliothèque cosmopolite"), 1997.
- 1948 : L'Âge des méchancetés (nouvelle traduction de 厭がらせの年齢), dans Anthologie de nouvelles japonaises contemporaines (Tome II), nouvelle traduite par Jean Cholley, Gallimard, 1989 ; réédition Gallimard (collection "Folio"), 2006.
- ? : Les Couteaux du cuisinier (包丁?), roman traduit par Tsuruyo Kohno et Henriette Valot, Éditions Del Duca (Collection "Le demi-siècle du roman"), 1960.

## Adaptations de ses œuvres au cinéma
- 1950 : La Bataille de roses (薔薇合戦, Bara gassen?) de Mikio Naruse
- 1953 : Lettre d'amour (恋文, Koibumi?) de Kinuyo Tanaka